# Горан Раичевић
Горан Раичевић (Крушевац, 1963 — Качикол, Приштина 1999) био је српски атлетичар.
Рођен је 26. јуна 1963. године у Крушевцу, а одрастао је у селу Стројинци, општина Брус где је живео све до почетка студирања. Завршио је Пољопривредни факултет. Атлетиком је почео да се бави 1975. године, као ученик 5. разреда основне школе „Моша Пијаде“ у Разбојни, када је дебитовао на кросу Политике. Атлетску каријеру је почео у Атлетском клубу „Црвена звезда“. Наступао је још за „Партизан“, „Соко Врбас“ и „Брус“. Често је тренирао и у свом селу Стројинци.
Био је петоструки првак Белог кроса и шестоструки првак кроса „Политике“. Од 1989. до 1992. године био је непобедив на уличним тркама. Вишеструки првак Балкана.
Погинуо је у селу Качикол на Косову и Метохији 6. маја 1999. године као припадник Војске Југославије, страдавши од снајперског хица албанских сепаратиста. Сахрањен је у родном селу Стројинци.
Иза њега је остала супруга Јелена и близанци Катарина и Никола. Обоје деце воле спорт, ћерка одбојку а син атлетику.
У част Горана Раичевића, општина Брус сваке године организује атлетски меморијал.